# Magdalena Frąckowiak
Magdalena Frąckowiak (Danzica, 6 ottobre 1984) è una supermodella polacca.

## Carriera
Magdalena Frąckowiak inizia la sua carriera nel mondo della moda all'età di sedici anni, quando sua madre inviò alcune sue foto per un concorso di bellezza che si teneva a Varsavia. La Frąckowiak vinse ed ottenne un contratto con l'agenzia ModelPlus. Il suo primo lavoro fu un servizio fotografico per la rivista polacca Machina.
Nel 2008 la modella è stata scelta come testimonial per le campagne pubblicitarie di Ralph Lauren, Alessandro Dell'Acqua e Oscar de la Renta.
Dal 2010 al 2015 ha partecipato all'annuale sfilata di Victoria's Secret.

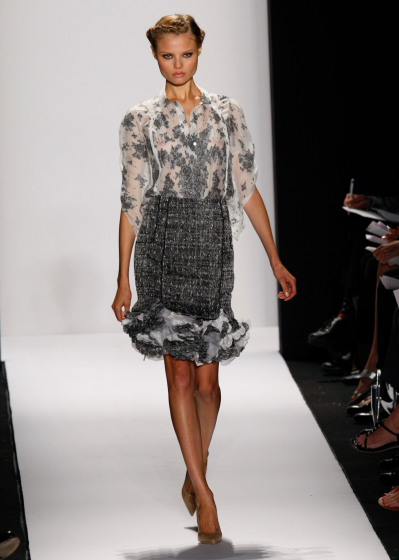
Magdalena Frąckowiak in passerella nel 2008

È inoltre stata sulle copertine dell'edizioni italiane, tedesche, giapponesi e russe di Vogue, e su Numéro. Vogue Paris ha nominato la Frąckowiak come una della trenta modelle più popolari degli anni duemila.
Nel 2015 è stata scelta da Bulgari come testimonial della fragranza Aqua Divina.
Lei è la fidanzata di Daniele Cavalli, il figlio di Roberto Cavalli.

## Agenzie
- Unique Models - Danimarca
- Modelwerk
- DNA Model Management
- NEXT Model Management
- View Management - Spagna
- Chic Management
- ModelPlus - Varsavia
- Wilhelmina Models - Monaco di Baviera
- Elite Model Management - Milano, Parigi